# Chelsea Flower Show

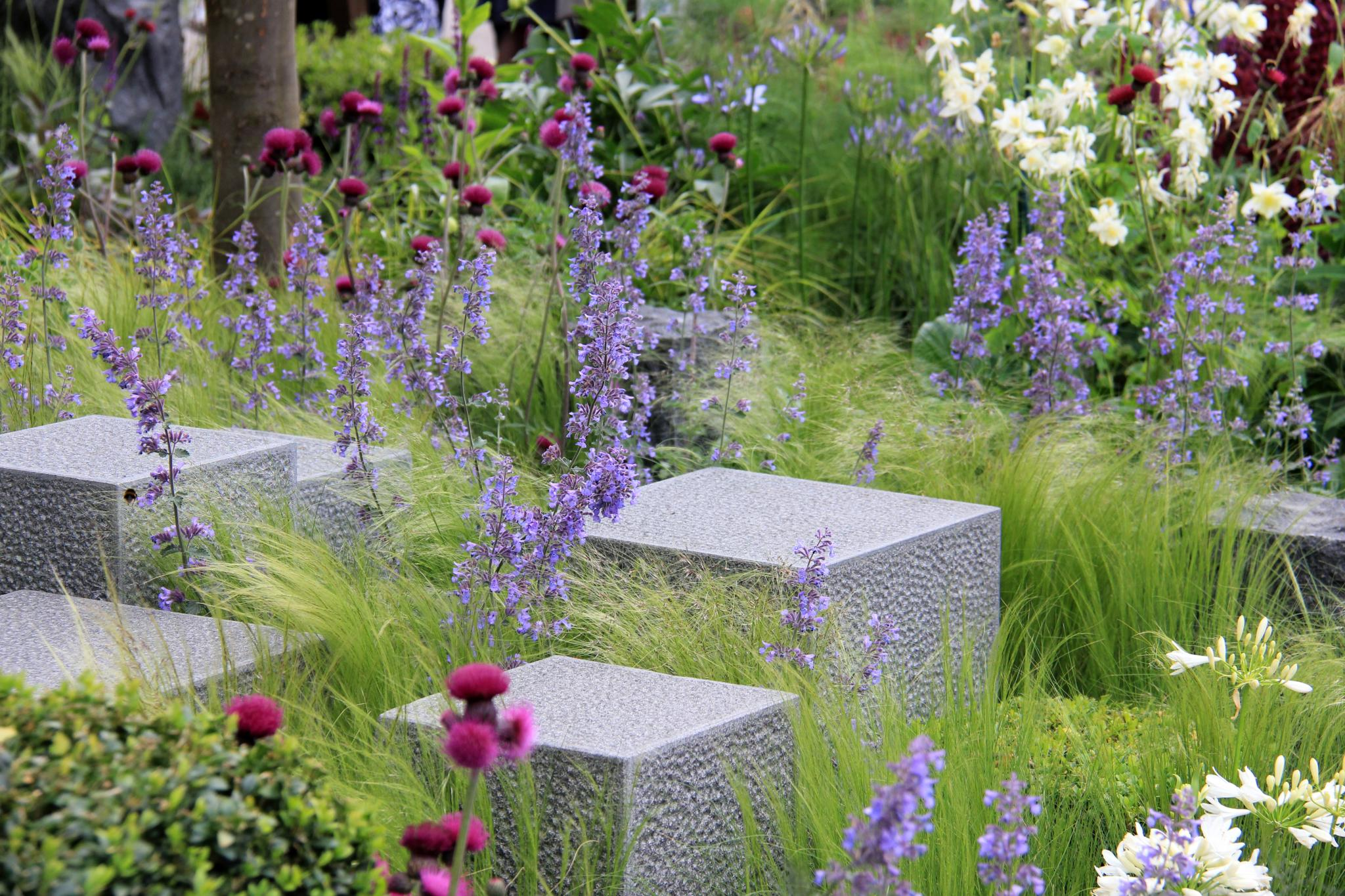
Hope on the Horizon, een tuin in de Chelsea Flower Show van 2014

De RHS Chelsea Flower Show is een Britse tentoonstelling van tuinen en tuinbouw. Het vijfdaagse evenement wordt jaarlijks gehouden in mei in Chelsea (Londen). De Chelsea Flower Show wordt georganiseerd door de Royal Horticultural Society (RHS).
Het evenement krijgt ieder jaar zo'n 150.000 bezoekers, waaronder leden van de Britse koninklijke familie, en krijgt uitgebreide aandacht op de BBC-televisie. Op de Chelsea Flower Show worden veel nieuwe planten- en bloemenvariëteiten gepresenteerd. Tuinontwerpers presenteren showtuinen die de nieuwste trends laten zien. Er worden een reeks prijzen uitgedeeld, waaronder prijzen voor de beste tuin, beste stadstuin en beste bloemenarrangement.

## Geschiedenis
De Chelsea Flower Show werd voor het eerst in 1862 gehouden onder de naam Royal Horticultural Society Great Spring Show. Nog steeds heet de tentoonstelling officieel Great Spring Show. De eerste 26 jaar vond het evenement plaats in Kensington; daarna verhuisde het naar Temple Gardens in hartje Londen. In 1912 werd Temple Gardens in gebruik genomen voor de Royal International Horticultural Exhibition en verhuisde de Great Spring Show naar de huidige locatie, de tuinen rond het Koninklijk Hospitaal van Chelsea, een bejaardentehuis en verpleeghuis voor Britse militairen. Het gebied behelst zo'n 45,000 m2.
De Chelsea Flower Show wordt sinds 1912 jaarlijks gehouden in Chelsea, met uitzondering van de jaren 1917-1918. Ook tijdens de Tweede Wereldoorlog vond het evenement niet plaats, maar vanaf 1947 werd weer jaarlijks een Chelsea Flower Show gehouden. In 2005 werd het evenement voor het eerst verlengd van vier naar vijf dagen.